# 玉山南峰
玉山南峰（ぎょくざんなんぽう）は、台湾高雄市桃源区にある標高3,844mの山。玉山の南方に位置し、玉山群峰の一峰で、「南峰」とも呼ばれる。日本統治時代には南山、新高南山（にいたかなんざん）と呼ばれた。

## 概要
台湾百岳では5位であり、玉山南峰は「十峻」の中で玉山東峰に次いで2位である。台湾の登山家である邢天正は神々しく舞う竜に例えて「天龍峰」と称した。玉山主峰から伸びる尾根は「閉鎖曲線峰」と呼ばれ、連嶺上には基点がおかれておらず、正確な位置がはっきりしていない。